# Плотина ирано-туркменской дружбы
Плотина ирано-туркменской дружбы (перс. سد دوستی‎) — плотина, расположенная на государственной границе между Ираном и Туркменистаном.

## Общие сведения
Плотина расположена на реке Теджен, проектный годовой расход воды составляет 820 миллионов кубических метров. Каждое государство имеет право использовать половину этого объема. Проект был реализован при бюджете в 168 миллионов долларов, на церемонии открытия плотины присутствовал министр иностранных дел Ирана — Камаль Харрази, который заявил, что плотина является символом крепкой дружбы между Ираном и Туркменистаном. Он также сказал, что Иран и Туркменистан будут сотрудничать во многих областях, включая газовую отрасль, нефтехимию, электричество и подчеркнул необходимость дальнейшей координации действий и сотрудничества между двумя странами на региональной и международной арене по важнейшим глобальным вопросам.